# Cantate Domino
Cantate Domino (slovensko: Pojte Gospodu) je papeška bula, ki jo je izdal Evgen IV. 4. februarja 1441  na Florentinskem koncilu kot Odlok za etiopske Kopte. V njej izraža veselje nad zedinjenjem več bližnjevzhodnih krščanskih Cerkva in Armencev. V njej so naštete točke obvezne veroizpovedi kakor tudi prepričanje, da “Extra Ecclesiam nulla salus” , po čemer bula buri duhove tudi danes. Vsem, ki niso člani katoliške Cerkve, namreč žuga z večnim pogubljenjem v peklu.

## Zgodovinsko ozadje
6. julija 1439 je bila objavljena bula zedinjenja z Grki Laetentur caeli. To je bil velik uspeh papeža Evgena in Florentinskega koncila, ki pa naj bi mu sledilo zedinjenje z drugimi pravoslavnimi in predkalcedonskimi Cerkvami. 
V zvezi s tem je koncil oziroma papež izdal bulo Cantate Domino. Načelo zedinjenja je bilo preprosto in se je naslanjalo na sveto pismo ter učenje papežev in cerkvenih očetov. Če zunaj katoliške Cerkve ni zveličanja, se morajo pač vsi ločeni kristjani vrniti v naročje prave Cerkve na čelu z rimskim papežem. Toliko ostrino bule in izključnost lahko razumemo v celotni povezavi z zgodovinskimi okoliščinami. Papež je med drugim posredno ostro obsodil konciliarizem, saj ga je na njegovem temelju malo prej Bazelski koncil "odstavil". Zedinjenje z Grki je bilo zelo negotovo, zato ostro obsoja tako vzhodni kakor tudi zahodni razkol. Vzporedno s Florentinskim koncilom yasedajoči razkolniški Bazelski koncil ni le Evgena odstavil, ampak je tudi izvolil protipapeža Feliksa V.. Unija z Grki je kmalu propadla, kljub temu pa se je uspešno nadaljevalo delo zedinjenja z drugimi kristjani: z Armenci, etiopskimi Kopti in egiptovskimi jakobiti, kot so jih takrat imenovali. Ta bula ima mnogo prvin Odloka za Armence.

### Verske razmere prikoptih
Dve poslanstvi vzhodnih kristjanov sta se pojavili 1441 pred Florentinskim vesoljnim cerkvenim zborom: ena egiptovskih koptov, a druga jeruzalemskih Etiopcev. Preučevanje bule zedinjenja med koptsko in rimsko cerkvijo (Cantate Domino) kaže, da so egiptovski kopti poskušali ugotoviti, med drugimi rečmi, papeževo stališče v zvezi z nasprotovanji, ki so jih imeli v tem času zoper etiopske, posebej glede praznovanja dvojne sobote (sabbath). Pisma in govori, ki so jih imeli na koncilu, potrjujejo tekmovanje med dvema delegacijama. Poleg teoretičnih in obrednih vprašanj so kopti želeli utrditi nadvlado aleksandrijskega patriarha nad Etiopijci, medtem ko so dotični želeli utrditi svojo neodvisnost glede istega. Dejstvo, da so hoteli slediti papeževi besedi dokazuje ugled, ki ga je uživalo papeštvo v 15. stoletju pri vzhodnih kristjanih. Omalovaževanje, ki ga je kazal do odlokov Evgena IV. etiopski kralj Zara Jakob,  kažejo na meje papeževega vpliva. 

## Vsebina
Bulo Cantate Domino, ki je bila razglašena na Florentinskem koncilu, imenujejo tudi zaradi vsebine na kratko kar Extra Ecclesiam nulla salus oziroma Odlok za egiptovske in etiopske Kopte. Odlomek, ki govori o nujnosti pripadnosti katoliški Cerkvi, je pereč tudi danes v zvezi z malo drugačnim stališčem Drugega vatikanskega vesoljnega cerkvenega zborain zato naveden v celoti.
1. Pojte Gospodu, ker je storil velika dela; oznanjujte jih po vesoljni zemlji; vriskaj in hvali ga Sion, kajti velik je v tvoji sredi Sveti Izraelov [7]…
2. Isti Bog stare in nove zaveze je avtor postave, prerokov in evangelijev. Našteva svetopisemske knjige stare in nove zaveze – kanon.
3. Trdno veruje, izpoveduje in oznanja, da se je Božji Sin učlovečil in rodil iz Device Marije, trpel, resnično umrl, bil pokopan, umrl in vstal od mrtvih, šel v nebesa, sede na desnici Očetovi in bo prišel ob koncu časov soditi žive in mrtve (Nicejsko-carigrajsko-florentinska veroizpoved).
4. Nihče, ki je bil spočet od moža in žene, ni bil rešen izpod hudičeve oblasti razen po veri v srednika med Bogom in ljudmi našega Gospoda Jezusa Kristusa, [8].
5. Zakoni stare zaveze ali Mojzesov zakon so bili ustanovljeni, da v znamenjih kažejo na tiste zakramente, ki bodo delili milost in da so prenehali s prihodom našega Gospoda Jezusa Kristus, ko so se začeli zakramenti nove zaveze… Starozavezna obreza je prenehala, ko je za zveličanje postavljen krst otrok, po katerem postanemo resnični Božji posinovljenci po zasluženju Kristusovega trpljenja. V smrtni nevarnosti lahko in mora podeliti krst vsak laik.
6. Bog je ustvaril vse stvari dobre, in ničesar ne smemo zametavati, kar uživamo z zahvaljevanjem [9], kajti po Božji besedi ne onečisti človeka tisto, kar prihaja skozi usta [10]. To razliko med čistimi in nečistimi jedmi je treba smatrati za obredni predpis Mojzesovega zakona, ki je prenehal s prihodom evangeljske resnice
7. Trdno veruje, izpoveduje in oznanja, da nihče, ki se nahaja zunaj katoliške Cerkve: ne samo pogani, ampak niti judje niti krivoverci niti razkolniki, ne morejo biti deležen večnega življenja, ampak bodo šli v večni ogenj, ki je pripravljen hudiču in njegovim angelom [11], razen če ji bodo pridruženi pred koncem življenja. Enotnost cerkvenega telesa je vredna toliko, da so cerkveni zakramenti veljavni le za tiste, ki ostanejo v njej; tudi post, miloščina in druga nabožna dela ki vaje krščanske vojske dosegajo večno nagrado le v njej. Nihče se ne more zveličati, če ne ostane v naročju in edinosti katoliške Cerkve, pa naj bi še tako delil miloščino, ali pa bi za Kristusovo ime prelil tudi svojo kri. [12][13] (V tem smislu so govorili koncili, ki so obsojali nasprotna učenja, kot: Prvi nicejski koncil, Prvi carigrajski koncil, Efeški koncil, Kalcedonski koncil, Drugi carigrajski koncil, Tretji carigrajski koncil; obsoja pa Drugo efeško sinodo, ki je učila temu nasproten nauk.)
8. Zelo pa katoliška Cerkev čisla, potrjuje in odobrava vse druge vesoljne cerkvene zbore, ki so jih zakonito zbrali, vodili in potrdili s svojo oblastjo rimski papeži, predvsem pa ta Florentinski, na katerem je bilo doseženo sveto zedinjenje med Grki in Armenci.
9. Slovilo pri posvečevanju Gospodovega telesa: To je moje telo. Pri posvečevanju krvi pa: To je kelih moje krvi, nove in večne zaveze, ki se za vas in za vse preliva v odpuščenje grehov[14]
10. Ženska se sme po smrti svojega moža zopet poročiti, in sicer brez omejitve. [15]
11. Prebrano slovesno v latinščini in arabščini, pa tudi etiopščini. Patriarh Andrej pa je nekaj besed dodal v arabščini.
12. Dano v Florenci na IX. seji v stolnici, leta Gospodovega učlovečenja 1441, 4. februarja, v X. Letu našega papeževanja.

## Ocena
Ob branju bule Pojte Gospodu lahko pridemo do sklepa, da listina vsebuje stroge dogmatične opredelitve. Tega mnenja so mnogi razpravljalci na spletu, ki iz nje povzemajo le odstavek, ki vsebuje opredelitev, da brez katoliške Cerkve ni zveličanja in da bodo vsi drugi, kot so npr, pogani, Judje, heretiki in razkolniki, pogubljeni. Iz bule povzemajo tudi praktičen nauk, ki se glasi: »Obljubljati zveličanje nekatoličanom je greh zoper ljubezen«. Nekatoličane je treba namreč poučiti, da se bodo lahko tudi oni zveličali, vendar le, če se bodo včlanili v katoliško Cerkev vsaj »pred koncem življenja«. 
Upoštevati pa moravmo seveda tudi druge vidike, ki iih je upoštevalo tudi učiteljstvo Cerkve in sveto pismo, kot so na primer: naznanje, krst želje ter zrna resnice, ki jh vsebujeo tudi druge religje in miselni sestavi, in jih tako dobronamerno našteva tudi Drugi vatikanski koncil. Na prvem mestu je pač Božja volja, "da bi se vsi ljudje zveličali". Kljub temu, da je cerkveno učiteljstvo vedno zagovarjalo zgornje načelo, da namreč Extra Ecclesiam nulla salus, se odpirajo pred našimi očmi še drugi vidiki tega zapletenega vprašanja.

### Bula ima dušnopastirski pomen
Cantate Domino – izjava papeža Evgena IV. samo kaže na to, kako je že v tistem času bilo razširjeno krivoverstvo, da se ljudje lahko zveličajo zunaj Cerkve, čeprav je vsakomur, kdor brez predsodkov  bere sveto pismo (je lahko torej tudi brezverec), jasno, da po svetopisemskem nauku ni zveličanja brez krsta in brez vere v Jezusa Kristusa, kakor tudi ne brez pripadnosti Cerkvi.

To so ponavljali vsi krščanski očetje, to je dogma Cerkve od začetka, ki jo je Gospod razodel apostolom, a ti so jo prenesli ustno in s pisanim evangelijem. Brez slehernega dvoma je dogma EENS (=extra Ecclesiam nulla salus) najbolj napadana dogma Cerkve; vendar danes skoraj ne najdemo katoličana, ki bi vanjo verjel. 
Ključ za razumevanje tega besedila pa so štiri omenjene vrste. Pogani so omenjeni prvi; oni niso prejeli nikakršnega zveličavnega oznanila. Judje so prejeli le delno oznanilo, tisto starozavezno. Tretji so heretiki; le-ti so prejeli sicer celotno zveličavno oznanilo, vendar se zdi, da so ga nekaj izgubili z zavestno ločitvijo od Cerkve. Četrto skupino sestavljajo tisti, na katere se listina prvenstveno nanaša, razkolniki. Oni so se svojevoljno odrezali od Cerkve s popolno ločitvijo od njene glave, papeža. Razlog za tako strogo stališče je upanje, da bi to moglo privesti ločene Vzhodne Cerkve nazaj k edinosti z Rimom. Tako krepka izjava je bila izdana pred razkolniki zaradi razmerja med enotnostjo in ljubeznijo. Sv. Tomaž  meni, da je enotnost sad ljubezni in so se potemtakem razkolniki sami ločili od enotnosti in torej tudi od ljubezni Cerkve. Skrb Florentinskega koncila je bila dušnopastirska ali pastoralna: poskušali so nazaj vrniti izgubljene ovce. Cerkev pa je sicer vedno učila, da se nobena duša ne bo pogubila, razen zaradi lastne krivde, in sicer zavračanja resnice in ljubezni. Samo pripadanje drugi veri še ne pomeni nujno take zavrnitve. 
Ne, ta navedek ni dogma, niti ni nezmotljiv iz preprostega razloga, ker ne pomeni definicije ali dokončne opredelitve, ampak pomeni redno cerkveno učenje. O tem se lahko prepričamo, če pogledamo naštevanje potrebnih dejanj za zveličanje, kot so:  post, miloščina in druga nabožna dela. Če bi ta odstavek pomenil doktrinalno opredelitev, potem bi ta katoliška dogma določala, da je potreben za zveličanje tako post in miloščina, kakor tudi druga nabožna dela oziroma pobožne vaje, ki jih pa bula ne našteva, čeprav bi jih v primeru dogmatičnosti in nujnosti za zveličanje morala. Že sam izraz nabožna dela je zelo širok in kaj malo dogmatičen. Dejstvo, da je ta papeška bula napisana med zasedanji ekumenskega koncila, ki je imel za glavni cilj krščansko unijo, prav tako ne govori v prid dogmatične definicije. 

### Nevednost še ni zakrknjenost
Čeprav je Cerkev vedno učila, da zunaj nje ni zveličanja, ni bila ozkosrčna. Že velik učenjak in humanist sv. Frančišek Saleški je dejal, da je nevednost osmi zakrament, kar priznava tudi tako strogi dogmatik, kot je bil Pij IX., ki pravi:
Treba je omeniti in zavreči najtežjo zablodo, češ da lahko večno življenje dosežejo ljudje, ki živijo v zmotah in ki se nahajajo zunaj prave vere in katoliške enotnosti; to namreč nasprotuje katoliškemu nauku. 
 Znano je namreč nam in vam, da tisti, ki se nahajajo v nepremagljivi nevednosti glede naše presvete vere, pa se vendarle trudijo živeti po naravnem zakonu in njegovih zapovedih, ki jih je Bog vpisal v srca vseh ljudi, ki so pripravljeni ubogati Boga ter živijo pošteno in pravilno, lahko v moči božanske luči in s pomočjo milosti dosežejo večno zveličanje. Bog namreč, ki popolnoma vidi, raziskuje in pozna duh, dušo, misli in nagnjenja vseh ljudi, po svoji največji dobroti in usmiljenju ne more nikakor prenesti, da bi bil kdorkoli, ki ne bi nosil na sebi krivdo prostovoljno storjenega greha, kaznovan z večnimi mukami. Znana je namreč katoliška dogma, da se nihče ne more zveličati zunaj katoliške Cerkve. Večnega zveličanja torej ne morejo doseči tisti ljudje, ki zakrknjeno vztrajajo zoper oblast in odločbe te iste Cerkve in tisti, ki so trmasto ločeni od edinosti iste Cerkve in Petrovega naslednika, rimskega velikega duhovnika, ki mu je Odrešenik zaupal varovanje svojega vinograda.  

### OdFlorentinskegadoDrugega vatikanskega koncila
Cerkev je kot gočično yrno, ki pade v zemljo in zraste v mogočno drevo; tako vedno bolj tudi samo sebe vedno bolj spoznava. Koncil ni okamenina, kot to mislijo pravoslavci, ali pa najvišja ustanova, kot to trdi konciliarizem. Cerkev je marveč živ organizem, ki ga vodi sveto pismo, pa tudi živo cerkveno učiteljstvo s papežem in vesoljnimi cerkvenimi xbori vred. 
  
Florentinski koncil – oziroma papež Evgen IV. – je torej izdal bulo Pojte Gospodu (Cantate Domino), Drugi vatikanski koncil pa odlok Luč narodov (Lumen gentium). Tudi laik lahko ob pazljivem branju obeh listin opazi med njima velike razlike, ki jih bomo lahko razumeli le, če bomo upoštevali »Sitz in Leben«, tj. zgodovinske razmere, v katerih je nastala ena in druga. Za časa Florentinskega koncila je bila Cerkev notranje oslabljena po štiridesetletnem velikem zahodnem razkolu, ki mu je sledil še mali zahodni razkol v Bazlu. Zunanje pa je bila močna, saj je uspelo zedinjenje oziroma unija, o kateri so drugi rodovi lahko le sanjali. Za časa Drugega vatikanskega koncila pa je bila Cerkev notranje krepka in je hotela spregovoriti današnjemu svetu, pa tudi povezati kristjane na njim sprejemljiv način, bolj v ekumenski obliki; končni cilj pa naj bi bil tudi tukaj zedinjenje, vendar na drugačen, nekako bolj ohlapen način.

Zakaj je torej za nas pomembno, ali je Pojte Gospodu nezmotljivo ali redno učenje? Ker se listini med seboj po marsičem razlikujeta. Za »Pojte Gospodu« moramo reči, da je to resničen nauk, in torej resničen. Ne moremo pa njegove nezmotljivosti niti potrditi niti zanikati. Pravzaprav ne gre za to, ali je nezmotljiv ali ne, ampak da je cerkveno učenje, ki se ne more menjati. Od kod pa potem tako očitne razlike in dozdevna nasprotja? Kaj s trditvijo, da zunaj Cerkve ni zveličanja? Ga tudi ni. Listina Pojte samo pove, da se tisti, ki se ne nahajajo v enotnosti in naročju Cerkve, ne morejo zveličati. Luč temu nauku ne nasprotuje; govori marveč o Cerkvi. Ti listini torej govorita o različnih vprašanjih pod istim dežnikom. 

### Dogodki iz papeževanjaEvgena IV.
V zvezi s Florentinskim koncilom in z njim povezanim krščanskim zedinjenjem so zelo zanimiva tako imenovana Filaretova vrata na Baziliki sv. Petra.

Štirje ozki reliefi med šestimi velikimi slikovnimi polji prikazujejo odpravo vzhodnega razkola in kronanje Sigismunda Luksemburškega za svetorimskega cesarja
1. Bizantinski cesar Ivan Paleolog  zapušča svoje sobane in odpotuje z ladjo prek morja, pristane v Italiji in tu ga sprejme papež.
2. Opat Andrej s svojim spremstvom vzhodnih in egiptovskih razkolnikov sprejema od papeža in Florentinskega koncila določeno veroizpoved.
3. Kronanje kralja Sigismunda
4. Cesar in papež jahata v Lateran, kjer ju bo sprejel mestni župan s svojim spremstvom.